# Out of the Blue
Out of the Blue je sedmi studijski album skupine Electric Light Orchestra (ELO), ki je izšel oktobra 1977. Album je produciral frontman skupine, Jeff Lynne in se uvršča med najuspešnejše albume skupine. Prodanih je bilo približno 10 milijonov izvodov.

## Snemanje
Jeff Lynne je celoten album napisal v treh tednih in pol po nenadnem izbruhu kreativnosti, med dopustom v Švicarskih Alpah. Skupina je album posnela v dveh mesecih. Tretja stran dvojnega albuma vsebuje Concerto for a Rainy Day (koncert za deževni dan), ki ga sestavljajo štiri skladbe, ki skupaj tvorijo suito, namesto ene celotne skladbe. Vremenski efekti, ki jih lahko slišimo pri suiti, so bili resnični, posnel pa jih je Lynne med deževnim poletjem v Münchnu leta 1977. Suita je Lynnovo zadnje poseganje v simfonični rock.

### Concerto for a Rainy Day
Tretja stran plošče s podnaslovom Concerto for a Rainy Day (Koncert za deževni dan), je glasbena suita sestavljena iz štirih skladb, ki govori o vremenu in njegovem vplivu na spremembo razpoloženja, konča pa se s soncem in srečo v skladbi »Mr. Blue Sky«. Suito je navdahnila Lynnova izkušnja, ko je poskušal pisati skladbe med hudim nalivom. Suita se začne s skladbo »Standin' in the Rain« s strašljivimi klaviaturami in posnetkom resničnega dežja, ki ga je posnel Lynne zunaj studia. Ob 0:33 lahko med prasketanjem nevihte slišimo stavek »Concerto for a Rainy Day«, ki ga izgovori klaviaturist skupine, Richard Tandy. Ob 1:07 igrajo godala kratico »ELO« v morsejevi abecedi. S to skladbo je skupina začela koncerte turneje Out of the Blue leta 1978.
Pri drugem delu suite, »Baig Wheels«, zopet slišimo temo vremena in odseva. Razen albuma Out of the Blue, se skladba ni pojavila na nobeni kompilaciji vse do leta 2000, ko jo je Lynne vključil na retrospektivnem albumu Flashback. »Summer and Lightning« je tretja skladba suite. Tema dežja se skozi skladbo nadaljuje, čeprav sta razpoloženje in besedilo bolj optimistična. »Mr. Blue Sky« je živahna skladba, ki slavi sonce in zaključuje suito. To je tudi edina skladba suite, ki je izšla kot single.

## Naslovnica
Vesoljsko ladjo na naslovnici je oblikoval Kosh, umetniško obdelal pa Shusei Nagaoka. Ladja je bila upodobljena po Koshevem logotipu skupine, ki je bil ustvarjen za predhodni album, A New World Record, podobna pa je vesoljski postaji iz filma 2001: Vesoljska odiseja. Številka JTLA 823 L2 na letalu, ki prihaja v postajo, je originalna kataloška številka albuma. Album vsebuje tudi vložek izreza vesoljske postaje iz lepenke ter plakat članov skupine. Vesoljsko temo je skupina prenesla tudi na turnejo, kjer je nastopala na odru v obliki vesoljske postaje.

## Izdaja
Album je imel 4 milijone prednaročenih izvodov in je hitro postal platinast. Out of the Blue je najuspešnejši album skupine z njega pa je izšlo pet hit singlov. To je tudi prvi dvojni album v zgodovini glasbenih lestvic Združenega kraljestva s katerega so izšli štirje top 20 singli. Lynne je označil albuma A New World Record in Out of the Blue kot krono dosežkov skupine. Oba albuma sta bila komercialno uspešna in sta dosegla več platinastih certifikatov s strani RIAA. Leta 1978 sta Capital Radio in The Daily Mirror Out of the Blue izbrala za album leta. Lynne je istega leta prejel prvo nagrado Ivor Novello za izredne prispevke britanski glasbi.
Ameriška izdaja albuma je prvotno izšla pri založbah Jet/United Artists. Potem ko so se cene albuma v ZDA in Kanadi drastično zmanjšale, kar je vplivalo na prodajo albuma, je Jet Records tožila založbo United Artists Records in jo zamenjala z založbo CBS Records. Jet Records je nato predala distribucijske pravice vseh prihodnjih albumov ELO CBS Records.

### Ponovne izdaje
Februarja 2007 je izšla izdaja ob 30. obletnici izdaje z bonus skladbami kot del serije Sony/BMG Music Epic/Legacy. Naklada izdaje je bila omejena, vsebovala pa je tudi barvno brošuro ter redke fotografije in spominke. Album je takrat še enkrat dosegel top 20 britanske lestvice. Kot šesti single z albuma je kot digitalni single in single na vinilu izšel »Latitude 88 North«.
Leta 2012 je Music on Vinyl ponovno izdala album na vinilu. Prvih 1000 izvodov je bilo izdelanih na modrem vinilu, ostali pa na standardnem črnem vinilu.

## Sprejem
Billy Altman je januarja 1978 v recenziji za Rolling Stone zapisal, da se čuti, da je bil album »skrbno produciran in izveden«, kaže vplive skupin The Beach Boys, The Bee Gees in The Beatles, da pa je bil končni rezultat "popolnoma votel in blag". Rob Mitchum pa je leta 2007 v retrospektivni recenziji za Pitchfork Media zapisal: »Vesoljska ladja na naslovnici je lahko zelo tvegana poteza, vendar je Out of the Blue dokaz kako je lahko zvok dober, ko je pristop pravi.«
3. oktobra 2013 je bil album, z 1 milijonom prodanih izvodov, s strani VH1, uvrščen na 23. mesto lestvice 35. najbolje prodajanih dvojnih albumov vseh časov.

## Seznam skladb
Vse pesmi je napisal in uglasbil Jeff Lynne.
| Stran 1         | Stran 1               | Stran 1 |
| Št.             | Naslov                | Dolžina |
| --------------- | --------------------- | ------- |
| 1.              | „Turn to Stone‟       | 3:47    |
| 2.              | „It's Over‟           | 4:08    |
| 3.              | „Sweet Talkin' Woman‟ | 3:47    |
| 4.              | „Across the Border‟   | 3:52    |
| Skupna dolžina: | Skupna dolžina:       | 15:34   |

| Stran 2         | Stran 2             | Stran 2 |
| Št.             | Naslov              | Dolžina |
| --------------- | ------------------- | ------- |
| 5.              | „Night in the City‟ | 4:02    |
| 6.              | „Starlight‟         | 4:30    |
| 7.              | „Jungle‟            | 3:51    |
| 8.              | „Believe Me Now‟    | 1:21    |
| 9.              | „Steppin' Out‟      | 4:38    |
| Skupna dolžina: | Skupna dolžina:     | 18:22   |

| Stran 3: Concerto for a Rainy Day | Stran 3: Concerto for a Rainy Day | Stran 3: Concerto for a Rainy Day |
| Št.                               | Naslov                            | Dolžina                           |
| --------------------------------- | --------------------------------- | --------------------------------- |
| 10.                               | „Standin' in the Rain‟            | 4:20                              |
| 11.                               | „Big Wheels‟                      | 5:10                              |
| 12.                               | „Summer and Lightning‟            | 4:13                              |
| 13.                               | „Mr. Blue Sky‟                    | 5:05                              |
| Skupna dolžina:                   | Skupna dolžina:                   | 18:48                             |

| Stran 4         | Stran 4              | Stran 4 |
| Št.             | Naslov               | Dolžina |
| --------------- | -------------------- | ------- |
| 14.             | „Sweet Is the Night‟ | 3:26    |
| 15.             | „The Whale‟          | 5:05    |
| 16.             | „Birmingham Blues‟   | 4:21    |
| 17.             | „Wild West Hero‟     | 4:40    |
| Skupna dolžina: | Skupna dolžina:      | 17:32   |

| Bonus skladbe iz reizdaje 2007 | Bonus skladbe iz reizdaje 2007                            | Bonus skladbe iz reizdaje 2007 |
| Št.                            | Naslov                                                    | Dolžina                        |
| ------------------------------ | --------------------------------------------------------- | ------------------------------ |
| 18.                            | „Wild West Hero‟ (domači demo posnetek)                   | 0:24                           |
| 19.                            | „The Quick and the Daft‟ (prej neizdana)                  | 1:49                           |
| 20.                            | „Latitude 88 North‟ (prej neizdana; izšla tudi kot singl) | 3:24                           |

## Osebje

### ELO
- Jeff Lynne – solo in spremljevalni vokali, solo, ritem in slide kitare (Gibson EDS-1275, Gibson Les Paul Custom, Gibson Marauder, Ovation 1615/4, Ovation 1619/4), Wurlitzer, Minimoog
- Bev Bevan – Slingerland bobni, Remo Rototomi, Avedis Zildjian činele, Slingerland Bev Bevan udarjalke, Remo opne, gong, tolkala, spremljevalni vokali, gasilni aparat pri »Mr. Blue Sky«
- Richard Tandy – Yamaha klavir, Wurlitzer electric piano, ARP 2600, Minimoog, Polymoog, ARP Omni, ARP Odyssey, Hohner clavinet, SLM Concert Spectrum, Mellotron M400, sekvencerji, kitara Gibson SG Custom
- Kelly Groucutt – solo vokal pri »Sweet Is the Night«, spremljevalni vokali, bas kitara Gibson G3, tolkala
- Mik Kaminski – violina (pri treh skladbah)
- Hugh McDowell – čelo (napisan kot izvajalec, a ni snemal)
- Melvyn Gale – čelo (napisan kot izvajalec, a ni snemal), klavir pri »Wild West Hero«

### Produkcija
- Jeff Lynne – producent
- Mack – inženir
- Jeff Lynne, Richard Tandy in Louis Clark – orkestrski in zborovski aranžmaji
- Louis Clark – dirigent

## Lestvice
| Lestvica (1977–79)                    | Najvišja uvrstitev |
| ------------------------------------- | ------------------ |
| Avstralija (Kent Music Report)        | 3                  |
| Francija (SNEP)                       | 14                 |
| Italija                               | 23                 |
| Japonska (Oricon)                     | 32                 |
| Kanada (RPM)                          | 2                  |
| Nizozemska (MegaCharts)               | 3                  |
| Norveška (VG-lista)                   | 3                  |
| Nova Zelandija (RIANZ)                | 6                  |
| Švedska (Sverigetopplistan)           | 2                  |
| Zahodna Nemčija (Media Control)       | 7                  |
| ZDA (Billboard 200)                   | 4                  |
| ZDA (CashBox)                         | 5                  |
| Združeno kraljestvo (UK Albums Chart) | 4                  |

| Lestvica (2007)                       | Najvišja uvrstitev |
| ------------------------------------- | ------------------ |
| Združeno kraljestvo (UK Albums Chart) | 18                 |

| Lestvica (1977)          | Mesto |
| ------------------------ | ----- |
| Avstralija               | 59    |
| Nizozemska               | 36    |
| Združeno kraljestvo      | 48    |
| Lestvica (1978)          | Mesto |
| Avstralija               | 11    |
| Italija                  | 80    |
| Kanada (RPM Year-End)    | 46    |
| Nizozemska               | 15    |
| ZDA (Billboard Year-End) | 18    |
| Združeno kraljestvo      | 7     |
| Lestvica (1979)          | Mesto |
| Združeno kraljestvo      | 26    |

## Certifikati
| Regija                    | Certifikat | Prodaja   |
| ------------------------- | ---------- | --------- |
| Kanada (Music Canada)     | Platinast  | 100,000   |
| Nemčija (BVMI)            | Zlat       | 250,000   |
| Nizozemska (NVPI)         | Zlat       | 50,000    |
| ZDA (RIAA)                | Platinast  | 1,000,000 |
| Združeno kraljestvo (BPI) | Platinast  | 300,000   |